# Theta Aquilae
Theta Aquilae (θ Aql) ist der vierthellste Stern im Sternbild Adler. In Mandarin führt er den klassischen Eigennamen Tseen Foo (d. h. „himmlisches Floss“, chinesisch 天桴, Pinyin tiānfú). Er besitzt eine scheinbare Helligkeit von 3,24 mag, ist etwa 290 Lichtjahre von der Erde entfernt und hat die Spektralklasse B9.5. Daher erscheint er bläulich-weiß.
Theta Aquilae wird fälschlicherweise als Riese klassifiziert, denn seine Leuchtkraft stammt in Wirklichkeit von zwei sehr nahen, nicht trennbaren Sternen: Er ist ein spektroskopischer Doppelstern, dessen Komponenten eine Umlaufperiode von 17,123 Tagen und eine mittlere Entfernung von 0,24 AE besitzen. Der Orbit ist dabei relativ exzentrisch. Wenn auch Teleskope zur Auflösung des Doppelsterns nicht ausreichen, so kann dies aber sehr wohl mittels Interferometrie geschehen. Beide Komponenten sind B9-Sterne, von denen der Hauptstern aber massereicher und heller ist. Er ist ein 3,47 mag heller Unterriese mit der 3,7fachen Masse, dem 5,5fachen Durchmesser und der 370fachen Leuchtkraft der Sonne, während der Begleiter ein 5,0 mag heller Hauptreihenstern mit der 2,8fachen Masse, dem 2,7fachen Radius und der 90fachen Leuchtkraft der Sonne ist. Die Hauptkomponente ist ein metallreicher Stern, weist also einen relativ hohen Anteil an schwereren Elementen auf. In einer Entfernung von 113,7″ von Theta Aquilae befindet sich ein 13,0 mag heller Stern, doch dieser dürfte nur ein optischer (also nicht gravitativ gebundener) Begleiter sein. Wahrscheinlich ist Theta Aquilae in einen großen Reflexionsnebel eingebettet.